# Óscar Naranjo
Óscar Adolfo Naranjo Trujillo (Bogotá, 22 de diciembre de 1956) es un político, politólogo, administrador y ex director de la Policía Nacional de Colombia. Fue vicepresidente de Colombia desde el 30 de marzo de 2017 hasta el 7 de agosto de 2018.
Es general retirado de la Policía Nacional de Colombia, y fue negociador plenipotenciario del gobierno en el proceso de paz con las FARC-EP.
Director de esa institución entre mayo de 2007 y junio de 2012. Trabajó en el comando del departamento de Policía de Bolívar, el Comando de Operaciones Especiales, la Dirección de Inteligencia y Contrainteligencia Policial y la Policía de Cali. Participó en la Operación Apocalipsis 1 que dio muerte al narcotraficante Gonzalo Rodríguez Gacha, miembro del Cartel de Medellín, además de otras operaciones de inteligencia que terminaron con la muerte de Pablo Escobar, capo del Cartel de Medellín.
Naranjo es miembro de la International Drug Enforcement Association filial de la DEA estadounidense, la Asociación Internacional de Jefes de Policía y el círculo de historia de la Policía Nacional. El 19 de abril de 2012, el general Naranjo presentó su renuncia al presidente Juan Manuel Santos. La renuncia se oficializó el 12 de junio de 2012. Fue asignado entonces como negociador plenipotenciario en las negociaciones de paz con las FARC-EP desde sus inicios.
El 12 de enero de 2017 el presidente de la República Juan Manuel Santos anunció su postulación para ser el nuevo vicepresidente de Colombia.

## Biografía
Naranjo, hijo de Amparo Trujillo de Naranjo y del general Francisco José Naranjo, quien también fue director de la Policía Nacional y falleció el 13 de abril de 2015. Casado con Claudia María Luque Peñaloza, de esta unión nacieron sus hijas Marina y María Claudia.
Se graduó de Bachiller en el Colegio Calasanz Bogotá; es Administrador Policial con postgrado en Seguridad Integral;. Recibió un Diplomado de Dirección General para la Policía Nacional en el Instituto de Alta Dirección Empresarial (INALDE) de la Universidad de la Sabana. Se ha formado con altas calificaciones.
Tiene estudios en Vigilancia, Administrador Policial, Seguridad Integral, Academia Superior, Direccionamiento Estratégico Institucional, Inteligencia, Contraguerrilla, Policía Judicial, Estupefacientes y Psicotrópicos, Seguridad Bancaria, Materia Procesal y Penal, Contratación Estatal, Seguridad Privada, Tratamiento de la Información, Técnicas de Microfilmación, Altos Estudios del Curso Integral de Defensa y Seguridad Nacional (Cidenal) de la Escuela Superior de Guerra del Ministerio de Defensa de Colombia.
Realizó cursos de Operaciones Especiales Urbanas en el Centro de Adiestramientos Especiales de la Guardia Civil Española. En Estados Unidos realizó el curso en técnicas antiterroristas del Departamento de Estado de los Estados Unidos, el curso de Antinarcóticos en Estados Unidos impartido por la Drug Enforcement Administration (DEA) y un seminario sobre organización, técnicas y funcionamiento para la prevención del delito dictado por el Federal Bureau of Investigation (FBI). 
En el Reino Unido tomó el curso de seguridad aeroportuaria y aduanera impartido por el Servicio de Aduanas de Inglaterra. También tomó cursos en Argentina dictados por la Policía Federal Argentina.

## Carrera en la Policía Nacional
Naranjo trabajó como Subteniente en la Escuela de Suboficiales Gonzalo Jiménez de Quesada, en la Dirección Docente de la Policía Nacional, en la Dirección Central de Policía Judicial (DIJIN) y con el grado de capitán en la Escuela de Cadetes de Policía General Santander.

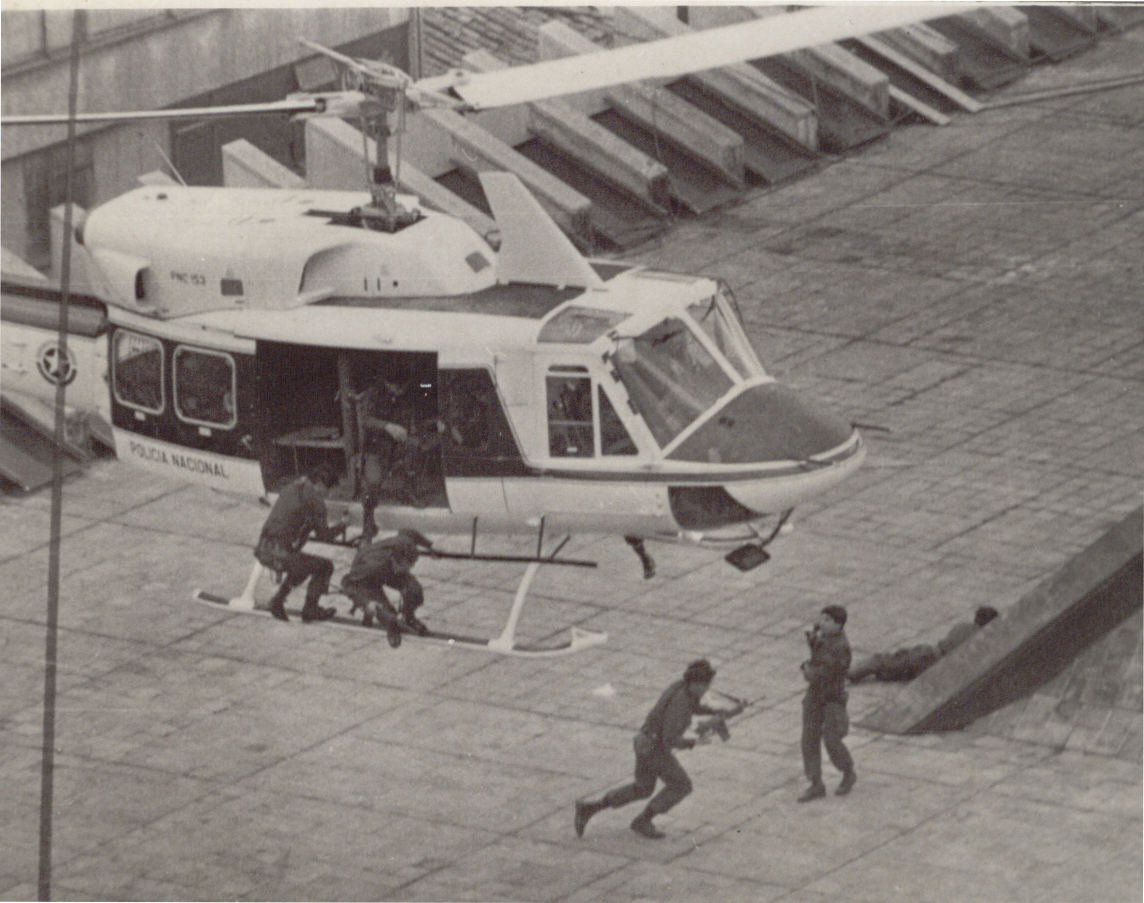
Policías durante la Toma del Palacio de Justicia, 1985

### DIJIN y Toma del Palacio de Justicia
Como Capitán de la Policía, Naranjo fue jefe del grupo de contrainteligencia de la división de información en la Dirección de Policía Judicial e Inteligencia (DIJIN).
Naranjo fue el encargado de diseñar el estudio de seguridad de los magistrados de la Corte Suprema de Justicia y el Consejo de Estado en el edificio del Palacio de Justicia. El estudio fue presentado ante sus superiores y magistrados, incluyendo a Alfonso Reyes Echandía, el 17 de octubre de 1985, tras conocerse un presunto plan para atacar a los magistrados que analizaban el tratado de extradición de narcotraficantes a Estados Unidos. 
El estudio de seguridad diseñado por Naranjo falló tras presentarse la toma del Palacio de Justicia, el 5 y 6 de noviembre de 1985 por parte de la guerrilla del Movimiento 19 de abril (M-19). En la toma y retoma del Palacio murieron 99 personas, entre ellos 11 magistrados, y otras 11 personas fueron desaparecidas por parte del Ejército Nacional para culpar al M-19
Trabajó en comisión en el Departamento Administrativo de Seguridad (DAS) y luego fue en 2005 a la Dirección de Inteligencia de la Policía Nacional, donde alcanzó el grado de teniente coronel. Fue seleccionado para desempeñarse en la Agregaduría Policial en la Embajada de Colombia ante el Reino Unido, Comisión Transitoria Especial del Servicio en Francia, Holanda, Bélgica, España, Inglaterra, Estados Unidos, Bahamas y Costa Rica, entre otras. Como coronel asumió como Jefe de la Oficina de Gestión Institucional, para luego ir a comandar la Policía Metropolitana de Cali.

### Director general de la Policía Nacional

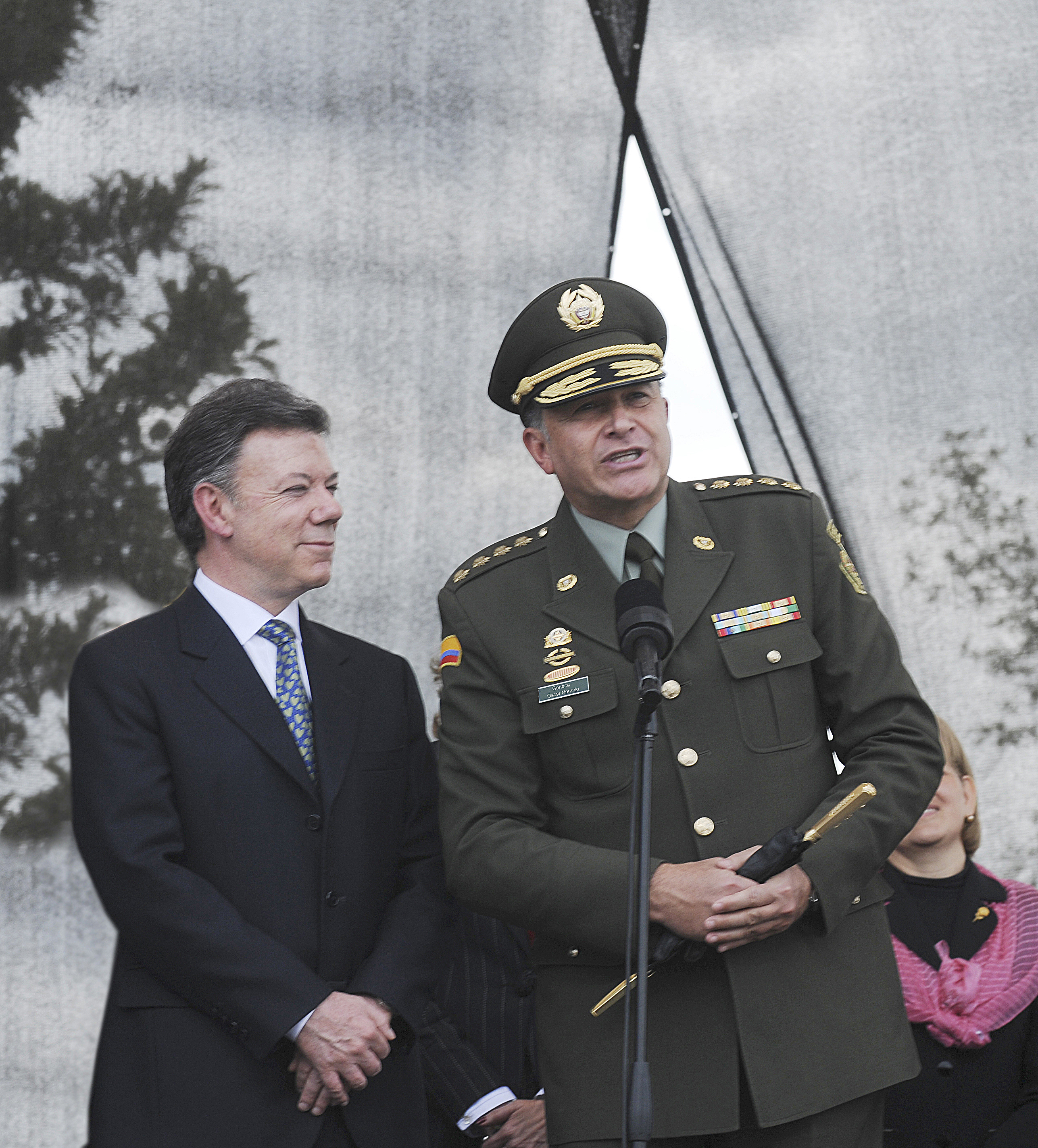
Naranjo y el presidente Santos, 2010

Como jefe del grupo operativo y análisis de la Dirección de Policía Judicial e Investigación (DIJIN), en el que comandó las capturas de más de 150 personas solicitadas en extradición por los Estados Unidos. El 17 de mayo de 2007, fue nombrado Director de la Policía Nacional por el presidente Álvaro Uribe. El 12 de junio de 2012, fue relevado de su cargo por el general José Roberto León Riaño.

#### Computadores de Raúl Reyes
Tras la muerte del comandante guerrillero Raúl Reyes en la Operación Fénix y la incautación de los computadores de Raúl Reyes se involucró a los gobiernos de los presidentes de Ecuador, Rafael Correa y de Venezuela, Hugo Chávez con la guerrilla de las Fuerzas Armadas Revolucionarias de Colombia - Ejército del Pueblo (FARC-EP). Naranjo como Director de la Policía Nacional fue el encargado de exponer algunos de los apartes del contenido de los computadores y hacer los señalamientos. Tras las acusaciones se desató la Crisis diplomática de Colombia con Ecuador y Venezuela de 2008.
Tras las acusaciones de posibles nexos, el ministro de Interior y Justicia venezolano Ramón Rodríguez Chacín y otros sectores del chavismo, acusaron a Naranjo de tener vínculos con el narcotráfico y lo comprometieron sin pruebas con la muerte del narcotraficante colombiano, asesinado en Venezuela, Wilber Varela, alias 'Jabón', según Chacín "a través de una banda a la que pertenecía su hermano que está preso en Alemania por tráfico de drogas". Además, Chacín llegó a afirmar que Naranjo le había pagado un soborno al ministro de Defensa Nacional Juan Manuel Santos para poder llegar a la dirección de la Policía Nacional.

#### Comisionado de Paz encargado
Durante la Operación brasileña para la liberación de seis secuestrados por las FARC-EP, el General Naranjo fue asignado por el presidente Álvaro Uribe para continuar con la coordinación de las operaciones de rescate humanitario, tras las controvertidas acciones del Comisionado de Paz Luis Carlos Restrepo, que no permitió a los reporteros que cubrían la operación tomar imágenes de la partida del helicóptero parte de la misión. En esta operación también participaron la organización no gubernamental Colombianos por la Paz y el Comité Internacional de la Cruz Roja (CICR).

### Ascenso a general
Naranjo fue ascendido a general de cuatro soles (estrellas) el 10 de diciembre de 2010 por el presidente Juan Manuel Santos, siendo el primer policía de Colombia en ostentar este rango. El 19 de abril de 2012, el general Naranjo presentó su renuncia al presidente Juan Manuel Santos, a la vez que manifestó: "No tengo pretensiones políticas". Acabando así con 35 años de servicio a la institución. La renuncia se oficializó el 12 de junio de 2012. Tras ésta, fue llamado por el presidente de México Enrique Peña Nieto como asesor de seguridad y para dirigir el Instituto Latinoamericano de Ciudadanía creado para cambiar la cultura de la ilegalidad.

## Carrera política

### Negociador plenipotenciario del gobierno con las FARC-EP
En octubre de 2012 Naranjo fue nombrado negociador plenipotenciario del gobierno colombiano para las negociaciones de paz con las FARC-EP junto a Humberto de la Calle, el Alto Comisionado para la Paz, Sergio Jaramillo, el ministro de Defensa, Luis Carlos Villegas, el general (r) Jorge Enrique Mora y Frank Pearl. En 2013 ingresó a la Junta Directiva de la Fundación Buen Gobierno, la cual fue creada por el presidente Santos antes de ejercer su mandato.
De enero a noviembre de 2014 se desempeñó como Ministro Consejero de la Presidencia para el Posconflicto, Derechos Humanos y Seguridad, cargo al que Naranjo renunció.
El 12 de enero de 2017 el presidente Juan Manuel Santos anunció la postulación de Naranjo para ser el nuevo vicepresidente de Colombia en sustitución de Germán Vargas Lleras

## Honores
A Naranjo le han otorgado los siguientes honores:
- Placa de reconocimiento como el Mejor Policía del Mundo
- Estrella de la Policía Grado Gran Oficial
- Estrella de la Policía Grado Comendador
- Cruz al Mérito Policial
- Medalla Departamento Administrativo de Seguridad DAS Servicios Distinguidos
- Mérito de la Policía Militar General Tomás Cipriano de Mosquera
- Condecoración Militar Ayacucho
- Orden Civil al Mérito Ciudad de Bogotá Gran Oficial
- Medalla Alférez Real Santiago de Cali categoría Máxima
- Cruz al Mérito Policial Cali Categoría Especial
- Medalla Ciudades Confederadas del Valle del Cauca Cruz de Plata
- Orden del Zurriago
- Mención Miembro Honorario de la DEA Asociación Internacional
- Mención Reconocimiento de los Estados Unidos de América
- Orden al Mérito Seguridad Presidencial categoría Comendador Primera Vez
- Cruz al Mérito Policial octava vez
- Orden de Boyacá categoría Gran Oficial
- Orden al Mérito Alcaldía Local de Tunjuelito categoría Gran Caballero
- Distintivo de Investigación Criminal categoría Única
- Medalla Servicios Distinguidos Aviación Naval categoría A primera vez
- Medalla Escuela Militar de Cadetes categoría Única
- Medalla Servicios Distinguidos a la Fuerza Submarinas categoría A primera vez
- Medalla Alcaldía de Medellín categoría Oro
- Medalla Cívica de Cartagena categoría Gran Cruz
- Orden Tayrona en su grado de Gran Cruz de Oro Antonio Escobar Camargo categoría Única
- Distintivo Fondo Rotatorio de la Policía categoría especial
- Distintivo Valle del Cauca Honor al Mérito categoría Única
- Servicios Distinguidos al Cuerpo de Guardacostas categoría A primera vez
- Escuela de Policía Judicial e Investigación Categoría Especial
- Dirección Antisecuestro y Extorsión Categoría Única
- Inteligencia Categoría Especial
- Antinarcóticos, Investigador Policial
- Centro de Estudios Superiores de Policía
- Orden del Congreso Cruz de Caballero
- Orden de la Democracia grado Comendador Orden de la Cámara de Representantes de Colombia
- Orden de San Carlos grado Comendador
- Cruz al mérito Carabineros de Chile (Chile)
- Condecoración al Mérito (Ecuador)
- Orden al Mérito categoría A primera vez (Perú)
- Cruz de las Fuerzas Armadas de Cooperación de las Fuerzas Armadas de Venezuela

## En la cultura popular
El general Naranjo es dramatizado en la Serie homónima interpretado por Christian Meier.